# Alice Amter
Alice Amter (Birmingham, 11 mei 1966), geboren als Alice Edwards, is een Brits actrice.

## Biografie
Amter werd geboren in Birmingham in een weeshuis waarvan haar oom en tante de eigenaars waren. Later werd zij opgevoed door haar Duitse moeder. Zij doorliep de middelbare school aan de Milverton Junior and Infant School in Warwickshire, zij haalde haar bachelor of arts in moderne talen en internationale betrekkingen aan de university of Wolverhampton in Wolverhampton. Amter heeft op veel plaatsen gewoond, zoals Engeland, Frankrijk, Duitsland, Japan en de Verenigde Staten. Hierdoor spreekt zij vloeiends Engels, Duits, Frans, Japans en Spaans. Begin jaren negentig vestigde zij in Los Angeles voor haar acteercarrière.

## Filmografie

### Films
Uitgezonderd korte films.
- 2024 Failure to Launch - asl Reva
- 2024 The Box - als The Guardian
- 2021 All for Her - als Ani
- 2020 1 - als de baas
- 2019 Smothered by Mothers - als Whitney Roth
- 2013 The Book of Daniel – als Itani
- 2010 Infection: The Invasion Begins – als medewerkster ziekenhuis
- 2009 Penance – als Eve
- 2008 Skip Tracer – als zigeunervrouw
- 2007 American Zombie – als Esperanza McNunn
- 2005 Pit Fighter – als handlezeres
- 2003 Exocism – als Katherine Miller
- 2003 A Man Apart – als Marta
- 2003 Hunting of Man – als prostituee
- 2002 Pacino Is Missing – als Space Chick
- 2002 Bad Boy – als Donna
- 2002 The Good Girl – als vrouw met veel haar
- 2000 The Privateers – als Berava Gree
- 2000 Mirror, Mirror IV: Reflection – als gravin St. Croix
- 2000 Sinbad: Beyond the Veil of Mists – als barmeisje

### Televisieseries
Uitgezonderd eenmalige gastrollen.
- 2007-2015 The Big Bang Theory – als mrs. Koothrappali – 10 afl.
- 2002-2003 Presido Med – als Amira – 3 afl.
- 1998 ER – als dr. Miriam Nagarvala – 2 afl.